# 6857 Castelli
6857 Castelli este o planetă minoră (asteroid), cu un diametru de 8,315 km, din centura de asteroizi. A fost descoperită pe 19 august 1990 la Observatorul Palomar de Eleanor F. Helin și a fost numită după Benedetto Castelli. 
Obiectul prezintă o orbită caracterizată de o semiaxă mare de 2,3132151 UAi, o excentricitate de 0,2, o înclinație de 9,19983 ° în raport cu ecliptica.